# 東方市 (巴拉圭)
東方市（西班牙語：Ciudad del Este，當地亞僑稱橋頭市）是巴拉圭共和國的一个城市，是該國東南部省份上巴拉那省（Alto Paraná）的首府。東方市是巴拉圭第二大城，僅次於首都亞松森，亦是拉丁美洲城市中亞洲裔人口比例最高的城市，其中數千人來自臺灣。

## 歷史
東方市建成於1957年，原名（鳶尾花港）。1950年代後期，官方为了颂扬當時的總統阿尔弗雷多·斯特罗斯纳，将其改稱為斯特羅斯納總統港（Puerto Presidente Stroessner）。及至1989年斯特羅斯納將軍遭驱逐，流亡巴西，該市改為現名。

## 地理和氣候
東方市瀕臨「巴拉那河」（Río Paraná）的西岸，隔河與巴西相望，距離巴西的伊瓜蘇市（Foz do Iguaçu）僅約6.5公里。巴拉那河和伊瓜蘇瀑布所在地的河口交匯處正是巴拉圭、巴西和阿根廷三國的天然分界，東方市跟伊瓜蘇市，以及阿根廷境內的伊瓜蘇港市（Puerto Iguazú）組成了稱為Triple Frontera（三国边境）的三角地帶。
東方市位處於南緯25°42′西經54°63′，靠近南回歸線，屬於亞熱帶氣候，夏季潮濕悶熱，最高平均溫度可達32℃（1月），冬季較乾燥及清涼，最低平均溫度則為11.5℃（7月）。每月平均降水量由最低97.8毫米（7月）至最高193.7毫米（10月），多數月份有超過135毫米平均月降水量。春夏多雨，間中有雷暴。
| 埃斯特城                 | 埃斯特城     | 埃斯特城     | 埃斯特城     | 埃斯特城     | 埃斯特城     | 埃斯特城     | 埃斯特城    | 埃斯特城     | 埃斯特城     | 埃斯特城     | 埃斯特城     | 埃斯特城     | 埃斯特城        |
| 月份                     | 1月          | 2月          | 3月          | 4月          | 5月          | 6月          | 7月         | 8月          | 9月          | 10月         | 11月         | 12月         | 全年            |
| ------------------------ | ------------ | ------------ | ------------ | ------------ | ------------ | ------------ | ----------- | ------------ | ------------ | ------------ | ------------ | ------------ | --------------- |
| 历史最高温 °C（°F）      | 38.0 (100.4) | 38.8 (101.8) | 38.0 (100.4) | 35.0 (95.0)  | 32.5 (90.5)  | 31.2 (88.2)  | 33.0 (91.4) | 33.4 (92.1)  | 35.6 (96.1)  | 37.0 (98.6)  | 39.6 (103.3) | 40.6 (105.1) | 40.6 (105.1)    |
| 平均高温 °C（°F）        | 31.7 (89.1)  | 31.6 (88.9)  | 30.8 (87.4)  | 27.5 (81.5)  | 24.6 (76.3)  | 22.2 (72.0)  | 23.0 (73.4) | 24.2 (75.6)  | 25.8 (78.4)  | 28.4 (83.1)  | 30.1 (86.2)  | 31.2 (88.2)  | 27.6 (81.7)     |
| 日均气温 °C（°F）        | 26.1 (79.0)  | 25.8 (78.4)  | 24.7 (76.5)  | 21.5 (70.7)  | 18.4 (65.1)  | 16.3 (61.3)  | 16.4 (61.5) | 17.6 (63.7)  | 19.3 (66.7)  | 22.1 (71.8)  | 24.1 (75.4)  | 25.6 (78.1)  | 21.5 (70.7)     |
| 平均低温 °C（°F）        | 21.1 (70.0)  | 21.3 (70.3)  | 20.1 (68.2)  | 17.2 (63.0)  | 13.6 (56.5)  | 11.4 (52.5)  | 11.3 (52.3) | 12.3 (54.1)  | 13.8 (56.8)  | 16.6 (61.9)  | 18.3 (64.9)  | 20.1 (68.2)  | 16.4 (61.5)     |
| 历史最低温 °C（°F）      | 10.5 (50.9)  | 11.6 (52.9)  | 7.5 (45.5)   | 4.6 (40.3)   | −0.2 (31.6)  | 0.0 (32.0)   | −3.0 (26.6) | −1.0 (30.2)  | 0.8 (33.4)   | 4.0 (39.2)   | 6.4 (43.5)   | 8.2 (46.8)   | −3.0 (26.6)     |
| 平均降水量 mm（）        | 184.1 (7.25) | 154.2 (6.07) | 136.1 (5.36) | 140.7 (5.54) | 132.3 (5.21) | 131.9 (5.19) | 90.6 (3.57) | 115.0 (4.53) | 130.2 (5.13) | 176.0 (6.93) | 163.5 (6.44) | 139.9 (5.51) | 1,694.5 (66.71) |
| 平均降水天数（≥ 0.1 mm） | 10           | 9            | 8            | 7            | 8            | 8            | 7           | 8            | 9            | 10           | 9            | 9            | 101             |
| 平均相對濕度（％）       | 75           | 77           | 77           | 80           | 83           | 84           | 79          | 77           | 75           | 74           | 72           | 72           | 77              |
| 来源：NOAA               |              |              |              |              |              |              |             |              |              |              |              |              |                 |

## 人口
東方市是巴拉圭第二大城市，人口僅次於首都亞松森。東方市市區的人口約為240,000人，若計入市郊人口則有約375,000人。由於接近鄰國巴西，當地人除了操西班牙语和瓜拉尼語等巴拉圭官方語言外，多數人还懂得葡萄牙語。
東方市的一大特色是其獨特的移民人口結構。多有來自包括臺灣、中國大陸、朝鮮半島和阿拉伯等地的亞裔移民，移居橋頭市（当地亞僑對東方市的通稱）的亞洲人全盛時期曾達1萬5千餘人，多為台商；而目前常住人口則有近4、5千人，佔全部移居巴拉圭的亞裔約70%（即超過三分之二的巴拉圭亞裔住在橋頭市），當中大部份来自臺灣。其他移民包括巴西人、西班牙人及犹太人等。

## 經濟
現時東方市的國內生產總值佔巴拉圭全國約8%。東方市的經濟發展始見於1970年代，1975年至1982年巴拉那河上伊泰普水電站（Represa Itaipú）工程進行時，很多工程人員來到東方市工作。及後工程完成，有部份人遷離東方市，但大多數則留守，並為周邊的農業及逐漸發展的商業投放人力和技術資源。現代化農業自技術人才支援後迅速發展，科技令東方市有很多門諾教派的富有農業從業員。
東方市市場經濟模式開放，美國商業雜誌《福布斯》曾經評鑑該市為世界第三大轉口貿易中心，僅次於邁阿密及香港。這是由於東方市奉行自由移民政策，在經濟方面則奉行不干預政策，商人只需要付一次商業註冊手續費，而且註冊手續非常便捷。東方市政府不徵收入息稅、消售稅及貨品關稅，被譽為世界第三的「避稅天堂」，僅次於百慕達及香港。由於物價較巴西便宜，很多較富裕的巴西人和遊客經常過境來到東方市購物，東方市政府容許多種貨幣在市內流通，包括本國巴拉圭瓜拉尼、鄰國阿根廷比索、巴西雷亞爾及美元。
東方市的經濟蓬勃期在1990年左右，但由於過度自由和缺乏監管的經濟政策導致嚴重的走私問題，再加上東方市被西方傳媒和美國懷疑為恐怖組織的基地组织及真主黨的活躍據點，和在這裡清洗黑錢，東方市經濟從2001年起開始下滑。

### 中華民國的影響力
在烏拉圭於1988年2月4日與中華民國斷交後，巴拉圭是南美洲中唯一與中華民國有邦交的國家，而中華民國政府亦鼓勵國民到巴拉圭投資，故有很多台灣商人選擇到東方市做生意。早自1970年代起（尤其是1980年代末及1990年代初），隨巴拉圭「邊境轉口貿易」逐漸盛行，僑民即駐紮東方市，多半從事貨物轉口貿易業。在1990年至1995年「鼎盛時期」，持有中華民國護照的華僑在東方市人數曾一度高達12,000人、巴國境內持有中華民國護照的國民估計亦至少有二萬人。
東方市大小商家約5千家，其中30%為華人所有，超過華人所占人口比例甚多。華人以經營一般家用電器、玩具、雜貨或餐館為主，小型商店因經競爭激烈流動性較高。至於金融方面，台資的中國信託商業銀行繼亞松森市後，於2001年間在東方市增設分行，惟因近年來巴拉圭經濟持續不景氣，其經營作風趨於保守，至2005年1月底，已結束位於巴拉圭境內的所有業務。
值得一提的是，台商近年來在東方市因其經營之轉口貿易業急劇萎縮而普遍面臨轉型調整的問題。
外交方面，中華民國外交部在東方市設有中華民國駐東方市總領事館。

## 外部連結
- 中華民國外交部領事事務局全球資訊網——巴拉圭東方市 （页面存档备份，存于）